# Carlos Reutemann
Carlos Alberto Reutemann (Santa Fe, 1942. április 12. – Santa Fe, 2021. július 7.) argentin autóversenyző, Formula–1-es pilóta és politikus. Karrierje során elért 12 győzelmet és 6 pole pozíciót. Sokszor háttérbe szorították még sikeresebb csapattársai. 1981-ben a 2. helyen végzett a világbajnokságban 1 ponttal lemaradva.

## Versenyzői pályafutása

### A Formula–1 előtt
Apai nagyapja svájci-német, édesapja argentin, míg édesanyja olasz volt. Reutemann volt az első sikeres argentin Formula–1-es versenyző az ötszörös világbajnok, Juan Manuel Fangio 1958-as visszavonulása óta. Autóversenyzői karrierjét 1965-ben, egy Fiattal kezdte argentin túraautóversenyeken, majd 1967-ben egy de Tomaso autóval első helyen végzett a hazai együléses bajnokságban. Elindult az ottani Formula–2-ben is, ahol 1969-ben a tizenkét versenyből tízet megnyert. 1970-ben Európába költözött, és az YPF argentin olajvállalat színeiben egy Brabham BT30-assal autózott az európai Formula–2 sorozatban. Azonnal felhívta magára a figyelmet, ugyanis első versenyén, Hockenheimben az első körben kiütötte az osztrák Jochen Rindtet, aki abban az évben lett a Formula–1 világbajnoka. Öt autó ütközött egymásnak, de Reutemann sikeresen megmenekült a balesettől, és negyedikként ért célba a futamon. A következő évben szorosan a svéd Ronnie Peterson mögött végzett a második helyen. Formula–1-es autóban a világbajnokság keretein kívül megrendezett 1971-es argentin nagydíjon debütált Joakim Bonnier egykori McLaren M7C-jében, és harmadik lett. 1972-ben továbbra is a Formula–2-ben versenyzett a Rondell csapattal.

#### Brabham (1972–1976)
Abban az évben, 1972-ben Bernie Ecclestone, a Brabham csapatfőnöke leszerződtette a kétszeres világbajnok Graham Hill mellé. Első versenyén, Buenos Airesben a Brabham BT34-et a pole pozícióba kvalifikálta, ami rajta kívül csak Mario Andrettinek és Jacques Villeneuve-nek sikerült. Az év fénypontja számára a világbajnoki pontversenyben nem számító brazil nagydíj győzelme volt. A versenyt gumiproblémák miatt csak a hetedik helyen fejezte be.
Az 1973-as szezonban a brazil Wilson Fittipaldi Júnior, az előző évi világbajnok, Emerson Fittipaldi öccse volt a csapattársa. Reutemann két alkalommal állhatott a dobogó harmadik fokára, és az egyéni világbajnokságot hetedikként zárta. Az 1974-es, Gordon Murray által tervezett Brabham BT44-en sokat tökéletesítettek, és a csapat az ötödik helyen végzett a konstruktőri világbajnokságban. Ebben az évadban szerezte meg első három győzelmét; Dél-afrikában, Ausztriában és az Egyesült Államokban tudott nyerni. A szezonnyitó argentin nagydíjat is megnyerte volna, de nem egészen két körrel a vége előtt kifogyott autójából az üzemanyag. Reutemann kilencszer vett részt hazai versenyén, de egy alkalommal sem sikerült az elsőként célba érnie. Bár többször összemérte képességeit Emerson Fittipaldival, de következetlen szereplése csak a hatodik helyre volt elegendő az összetettben. 1975-ben öt dobogós helyezést illetve egy nagyszerű nürburgringi győzelmet szerzett, mindezzel pedig év végén a harmadik helyre sorolták be. Az 1976-os szezon nehéznek bizonyult a BT45-nek, így Reutemann csak három pontot szerzett.

#### Ferrari (1977–1978)

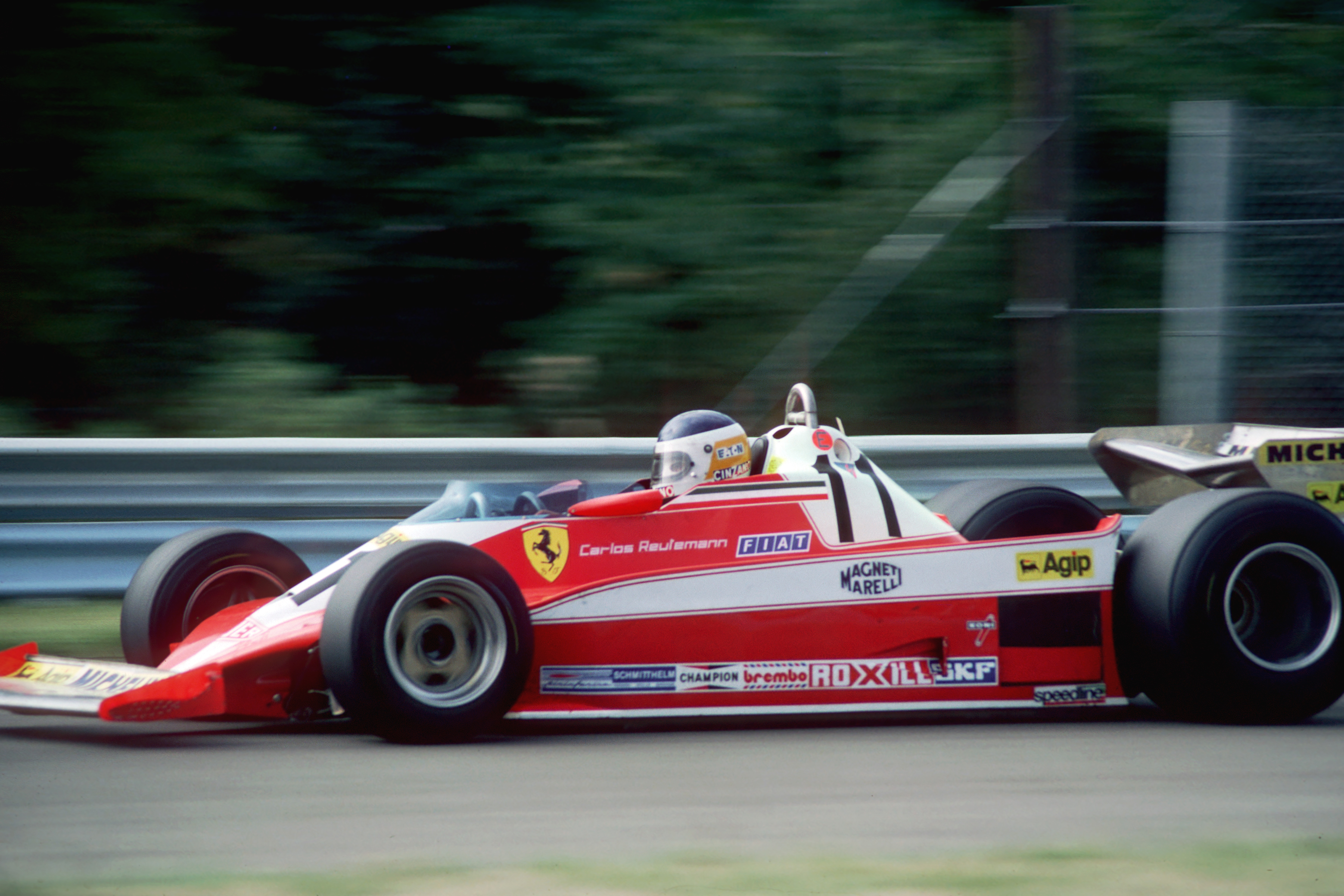
1978-ban a Ferrarival Watkins Glenben

Amikor Clay Regazzoni 1977-ben elhagyta a Ferrarit, és az Ensignhez szerződött, Reutemann a Ferrarihoz írt alá Niki Lauda mellé, aki az előző évben kis híján halálos balesetet szenvedett a Nürburgring-Nordschleifén. Brazíliában Reutemann nyert, de Lauda hamar visszaszerezte a vezető pozíciót a csapaton belül, és világbajnok lett. Az argentin versenyző még öt dobogós helyet szerzett, de az egyéni bajnokságban csak negyedikként végzett. Lauda 1978-ban elment a Brabhamhez, Reutemann csapattársa pedig a fiatal kanadai Gilles Villeneuve lett. Reutemann a Ferrari 312T3-mal nyert Angliában, Brazíliában és mindkét amerikai futamon (Long Beach-ben és Watkins Glenben), így 1975 után ismét a harmadik helyet szerezte meg.

#### Lotus (1979)
A Lotushoz való átmenetel jó ötletnek látszott, és az évad első felében több alkalommal is kitűnő helyezéseket ért el a Lotus 80-nal, azonban a hátramaradt részben egyetlen pontot sem sikerült gyűjtenie.

#### Williams (1980–1982)
1980-ban a Williamshez szerződött, ami jó döntésnek bizonyult. Megnyerte a monacói nagydíjat, és a harmadik helyen zárta a világbajnoki pontversenyt. Sokan az 1981-es világbajnokság esélyesének tekintették, ugyanis a FW07C jó autó volt, Carlos pedig Brazíliában és Belgiumban is győzött, ezért az évad közepén még úgy tűnt, hogy megnyeri a bajnokságot. Az utolsó verseny előtt még vezette a pontversenyt, és úgy bajnok lehetett volna, ha ötödikként végez Las Vegasban. Az első rajtkockába kvalifikálta magát, ám csak a nyolcadik helyen intették le, ellenben Nelson Piquet-vel, aki pontot szerzett, így övé lett a cím, egy pont előnnyel. 1982-ben Dél-Afrikában második lett, míg a brazil nagydíjon kiesett, ami után visszavonult a Formula–1-ből.

## Karrierje
Visszavonulása után politikai pályára lépett szülőhazájában, ahol egy ideig Santa Fe tartomány kormányzója volt.

### Teljes Formula–1-es eredménysorozata
(Táblázat értelmezése)

(Félkövér: pole-pozícióból indult; dőlt: leggyorsabb kört futott) 

| Év   | Csapat   | 1       | 2       | 3       | 4       | 5       | 6       | 7       | 8       | 9       | 10      | 11      | 12      | 13      | 14      | 15      | 16      | 17    | Csapat   | Helyezés | Pont    |
| ---- | -------- | ------- | ------- | ------- | ------- | ------- | ------- | ------- | ------- | ------- | ------- | ------- | ------- | ------- | ------- | ------- | ------- | ----- | -------- | -------- | ------- |
| 1972 | Brabham  | ARG 7   | RSA Ret | ESP     | MON     | BEL 13  | FRA 12  | GBR 8   | GER Ret | AUT Ret | ITA Ret | CAN 4   | USA Ret |         |         |         |         |       | Brabham  | 16.      | 3       |
| 1973 | Brabham  | ARG Ret | BRA 11  | RSA 7   | ESP Ret | BEL Ret | MON Ret | SWE 4   | FRA 3   | GBR 6   | NED Ret | GER Ret | AUT 4   | ITA 6   | CAN 8   | USA 3   |         |       | Brabham  | 7.       | 16      |
| 1974 | Brabham  | ARG 7   | BRA 7   | RSA 1   | ESP Ret | BEL Ret | MON Ret | SWE Ret | NED 12  | FRA Ret | GBR 6   | GER 3   | AUT 1   | ITA Ret | CAN 9   | USA 1   |         |       | Brabham  | 6.       | 32      |
| 1975 | Brabham  | ARG 3   | BRA 8   | RSA 2   | ESP 3   | MON 9   | BEL 3   | SWE 2   | NED 4   | FRA 14  | GBR Ret | GER 1   | AUT 14  | ITA 4   | USA Ret |         |         |       | Brabham  | 3.       | 37      |
| 1976 | Brabham  | BRA 12  | RSA Ret | USW Ret | ESP 4   | BEL Ret | MON Ret | SWE Ret | FRA 11  | GBR Ret | GER Ret | AUT Ret | NED Ret | ITA 9   | CAN     | USE     | JPN     |       | Ferrari  | 16.      | 3       |
| 1977 | Ferrari  | ARG 3   | BRA 1   | RSA 8   | USW Ret | ESP 2   | MON 3   | BEL Ret | SWE 3   | FRA 6   | GBR 15  | GER 4   | AUT 4   | NED 6   | ITA Ret | USE 6   | CAN Ret | JPN 2 | Ferrari  | 4.       | 42      |
| 1978 | Ferrari  | ARG 7   | BRA 1   | RSA Ret | USW 1   | MON 8   | BEL 3   | ESP Ret | SWE 10  | FRA 18  | GBR 1   | GER Ret | AUT Ret | NED 7   | ITA 3   | USE 1   | CAN 3   |       | Ferrari  | 3.       | 48      |
| 1979 | Lotus    | ARG 2   | BRA 3   | RSA 5   | USW Ret | ESP 2   | BEL 4   | MON 3   | FRA 13  | GBR 8   | GER Ret | AUT Ret | NED Ret | ITA 7   | CAN Ret | USE Ret |         |       | Lotus    | 6.       | 20 (25) |
| 1980 | Williams | ARG Ret | BRA Ret | RSA 5   | USW Ret | BEL 3   | MON 1   | FRA 6   | GBR 3   | GER 2   | AUT 3   | NED 4   | ITA 3   | CAN 2   | USE 2   |         |         |       | Williams | 3.       | 42 (49) |
| 1981 | Williams | USW 2   | BRA 1   | ARG 2   | SMR 3   | BEL 1   | MON Ret | ESP 4   | FRA 10  | GBR 2   | GER Ret | AUT 5   | NED Ret | ITA 3   | CAN 10  | LVS 8   |         |       | Williams | 2.       | 49      |
| 1982 | Williams | RSA 2   | BRA Ret | USW     | SMR Vi  | BEL     | MON     | USE     | CAN     | NED     | GBR     | FRA     | GER     | AUT     | SUI     | ITA     | LVS     |       | Williams | 15.      | 6       |